# Paramarbla indentata
Paramarbla indentata är en fjärilsart som beskrevs av Holland 1893. Paramarbla indentata ingår i släktet Paramarbla och familjen tofsspinnare. Inga underarter finns listade i Catalogue of Life.